# Liste der Ständigen Vertreter Indiens bei den Vereinten Nationen in Genf
Die indische Mission beim Büro der Vereinten Nationen in Genf befindet sich beim Generalkonsulat in der 9 Rue du Valais.
| Ernannt / Akkreditiert | Leiter der Mission            | Bemerkungen | ernannt von          | Posten verlassen |
| ---------------------- | ----------------------------- | --- | -------------------- | ---------------- |
| Juni 1953              | Samar Sen                     | | Jawaharlal Nehru     | Okt. 1955        |
| 1955                   | K. V. Padmanabhan             | Ab 17. Februar 1963 Botschafter in Bangkok. | Jawaharlal Nehru     | 1958             |
| Feb. 1959              | Amrik Singh Mehta             | | Jawaharlal Nehru     |                  |
| Apr. 1964              | K. P. Lukose                  | (* 25. November 1920; † 23. Mai 1975 in Sofia) Sohn von Mary Poonen Lukose (* 2. August 1886; † 1976) 1938–1943: Balliol College, 1955 Gesandtschaftssekretär erster Klasse in Belgrad unter Rajeshwar Dayal, 1974–1975: Botschafter in 31, Blvd Patriarch Eftimii Sofia wo er von Jagdish Rodraya Hiremath abgelöst wurde.                                                                     | Lal Bahadur Shastri  | März 1967        |
| Apr. 1967              | N. Krishnan                   | (* 6. Oktober 1928 in Mayuram, Tamil Nadu) Sohn von V. Natarajan. Er heiratete Lalitha Krishnan sie haben zwei Töchter einen Sohn er studierte an der University of Madras und trat 1951 in den auswärtigen Dienst.wurde 1955–1956 in Bangkok, 1956–1957: Geschäftsträger in Phnom Penh, 1957–1958: Under Secretary im Außenministerium, 1959–1962 Geschäftsträger in Buenos Aires beschäftigt. | Indira Gandhi        | Aug. 1971        |
| Aug. 1971              | Purnendu Kumar Banerjee       | | Indira Gandhi        | Aug. 1973        |
| Sep. 1973              | Brajesh Mishra                | | Indira Gandhi        | Dez. 1976        |
| März 1977              | Chinmaya Rajaninath Gharekhan | (* 4. Juli 1937) verheiratet zwei Kinder Rechtsanwalt trat 1958 in den auswärtigen Dienst wurde in Kairo und 1958–1963; Kinshasa beschäftigt. 1992 Vorsitzender des Sicherheitsrates der Vereinten Nationen. | Morarj Desai         | Mai 1980         |
| Mai 1980               | A. P. Venkateswaran           | | Indira Gandhi        | Aug. 1982        |
| Sep. 1982              | Muchukund Dubey               | | Indira Gandhi        | Sep. 1985        |
| Okt. 1985              | Alfred Silvester Gonsalves    | August 1978 – October 1981 HC in Daresalam, 7. Oktober 1980 – 15. März 1982 HC auf den Seychellen, 1981–1985: Botschafter in Kairo, 1989 bis 1992 Botschafter in Moskau. | Rajiv Gandhi         | Aug. 1986        |
| Aug. 1986              | Jaskaran Singh Teja           | 1982 Botschafter in Kabul | Rajiv Gandhi         | Aug. 1988        |
| Sep. 1988              | Kamalesh Sharma               | | Rajiv Gandhi         | Mai 1990         |
| Mai 1990               | Indrajit Singh Chadha         | (* 9. Juli 1933 in Rawalpindi) Sohn von Sumitra Chadha und Harnam Singh Chadha, 1959 Heirat mit Amrit Anand, drei Töchter, studierte an der Nagpur Univ.; 1954–1956 lecturer in Physics, Coll. of Science, Nagpur, trat 1956 in den auswärtigen Dienst, 1958–1959 Kairo, 1960–1962: Colombo, 1965–1968:UN-Hauptquartier, 1968–1969:Geschäftsträger in Amman, 1987–1988:HC in Dhaka              | Chandra Shekhar      | Juni 1991        |
| Aug. 1991              | Prakash Shah                  | (* 4. Juli 1939 in Bombay) verheiratet mit Veenu Lall, zwei Töchter trat 1961 in den auswärtigen Dienst, 1983–1985 Botschafter in Caracas, | P. V. Narasimha Rao  | Okt. 1992        |
| Okt. 1992              | Satish Chandra                | (* 25. Februar 1942 in Lahore) Sohn von C.N. Chandra, August 1995: High Commissioner Pakistan | P. V. Narasimha Rao  | Juli 1995        |
| Juli 1995              | Arundhati Ghose               | | P. V. Narasimha Rao  | Sep. 1997        |
| Jan. 1998              | Savitri Kunadi                | | Atal Bihari Vajpayee | Feb. 2002        |
| März 2002              | Hardeep Singh Puri            | (* 15. Februar 1952 in Amritsar, Punjab) löste am 4. Mai 2009 Nirupam Sen als Leiter der Mission beim UN-Hauptquartier ab. | Atal Bihari Vajpayee | Okt. 2005        |
| Dez. 2005              | Swashpawan Singh              | 2003 Botschafter in Kuwait | Manmohan Singh       | Dez. 2008        |
| Jan. 2009              | Achamkulangare Gopinathan     | | Manmohan Singh       | Dez. 2011        |
| 12. März 2012          | Dilip Sinha                   | November 2002 Deputy High Commissioner in Dhaka | Manmohan Singh       |                  |